# Adwa (Vulkan)
Der Adwa (auch Aabida, Amoissa, Dabita) ist ein 1733 m hoher Stratovulkan im Süden der Region Afar in Äthiopien. Der Vulkan liegt in direkter Nachbarschaft zum Ayelu und besitzt eine 4 × 5 km große Caldera. Im Zentrum der Caldera können heute vulkanische Exhalationen in Form von Fumarolen festgestellt werden.